# Лактат кальция
Лакта́т ка́льция — кальциевая соль молочной кислоты (кальций молочнокислый). Используется в пищевой промышленности в качестве пищевой добавки Е327 как регулятор кислотности, влагоудерживающий агент, эмульгирующая соль, синергист антиоксидантов.

## Внешний вид
Безводный, моно-, три- или пентагидрат: порошок белого цвета почти без запаха.

## Физико-химические показатели
Медленно растворим в холодной воде, хорошо растворим в горячей.
Практически нерастворим в этаноле.

## Применение
Лактат кальция хорошо растворим и легко усваивается, не раздражая слизистую оболочку желудка, поэтому он является хорошим донором кальция и используется для обогащения, например, фруктовых соков. Содержание кальция в лактате выше, чем в глюконате. Лактат кальция применяется в качестве питания для дрожжей в хлебобулочных изделиях и в качестве отвердителя для фруктов (в консервах), а также как заменитель поваренной соли, синергист антиоксидантов.